# Dwayne Norris
Pour les articles homonymes, voir Norris.
Dwayne Norris (né le 8 janvier 1970 à Saint-Jean de Terre-Neuve dans la province de Terre-Neuve-et-Labrador au Canada) est un joueur professionnel canadien de hockey sur glace. 
Lors des Jeux olympiques d'hiver de 1994, il remporte la médaille d'argent.

## Palmarès
- Médaille d'argent aux Jeux olympiques de Lillehammer en 1994